# OH 7
OH 7 (Olduvai Hominid No. 7; 'Homínid Núm. 7 d'Olduvai), conegut igualment pel sobrenom de «Johnny's Child» ('nen de Johnny'), és l'espècimen tipus d'Homo habilis. Els fòssils foren descoberts el 4 de novembre del 1960 al congost d'Olduvai (Tanzània) per Jonathan i Mary Leakey. Les restes daten de fa aproximadament 1,75 milions d'anys i consisteixen en parts fragmentades d'un maxil·lar inferior (que encara conté tretze dents i diversos queixals del seny que no arribaren a erupcionar), una molar maxil·lar aïllada, dos ossos parietals i vint-i-un ossos dels dits, les mans i els canells.
OH 7 tenia la mà ampla, amb el polze gros i les puntes dels dits amples, com els éssers humans. Tanmateix, a diferència dels éssers humans, els dits són relativament llargs i tenen una curvatura que recorda els ximpanzés. A més a més, l'orientació del polze en relació amb els altres dits s'assembla a l'anatomia dels grans simis. Els ossos parietals (un parietal esquerre gairebé complet i un parietal dret fragmentat) es feren servir per deduir el volum cranial de l'homínid, que s'estimà en 663 cc tenint en compte que els fòssils pertanyien a un mascle de 12 o 13 anys. Extrapolant aquestes dades, Phillip Tobias estimà en 674 cc el potencial d'un homínid adult. Tanmateix, altres científics han formulat estimacions del volum cranial que van des de 590 cc fins a 710 cc.
Louis Leakey, John Napier i Phillip Tobias foren uns dels primers que estudiaren exhaustivament aquests fòssils. L'equip de Leakey i altres científics argüiren que el seu gran volum cranial, la reducció gnàtica, les dents postcanines relativament petites (en comparació amb Paranthropus boisei), el patró de desenvolupament craniofacial propi del gènere Homo i l'agafada de precisió en els fragments de les mans (que indicava que era capaç d'emprar eines) situaven OH 7 en una posició intermèdia com a espècie de transició entre Australopithecus africanus i Homo erectus.
L'equip de Leakey descrigué la nova espècie, Homo habilis, al número d'abril del 1964 de Nature, engegant un debat en el si de la comunitat antropològica que es mantingué viu durant tota la dècada del 1970. El mateix maig del 1964, Kenneth Oakley i Bernard Campbell expressaren la seva preocupació per l'anàlisi de l'equip de Leakey en el seu propi article a Nature, mentre que dos mesos després, Sir Wilfrid Le Gros Clark digué sense embuts que esperava que H. habilis «desapareixegui tan ràpidament com ha arribat». La controvèrsia i el seu biaix contra la nova espècie feu que alguns antropòlegs s'hi referissin com a Australopithecus habilis o assignessin restes fòssils associades a altres espècies d'Homo, tendència que continuà durant molt de temps després de la mort de Le Gros Clark el 1971.
Altres crítics apuntaren que OH 7 havia estat trobat en una regió que se sabia que contenia fòssils de P. boisei, que pertanyia a un individu immadur i que les diferències entre H. habilis i P. boisei no eren suficients per justificar una nova espècie. D'altres creuen que OH 7 s'assembla particularment a A. africanus.